# 証明写真

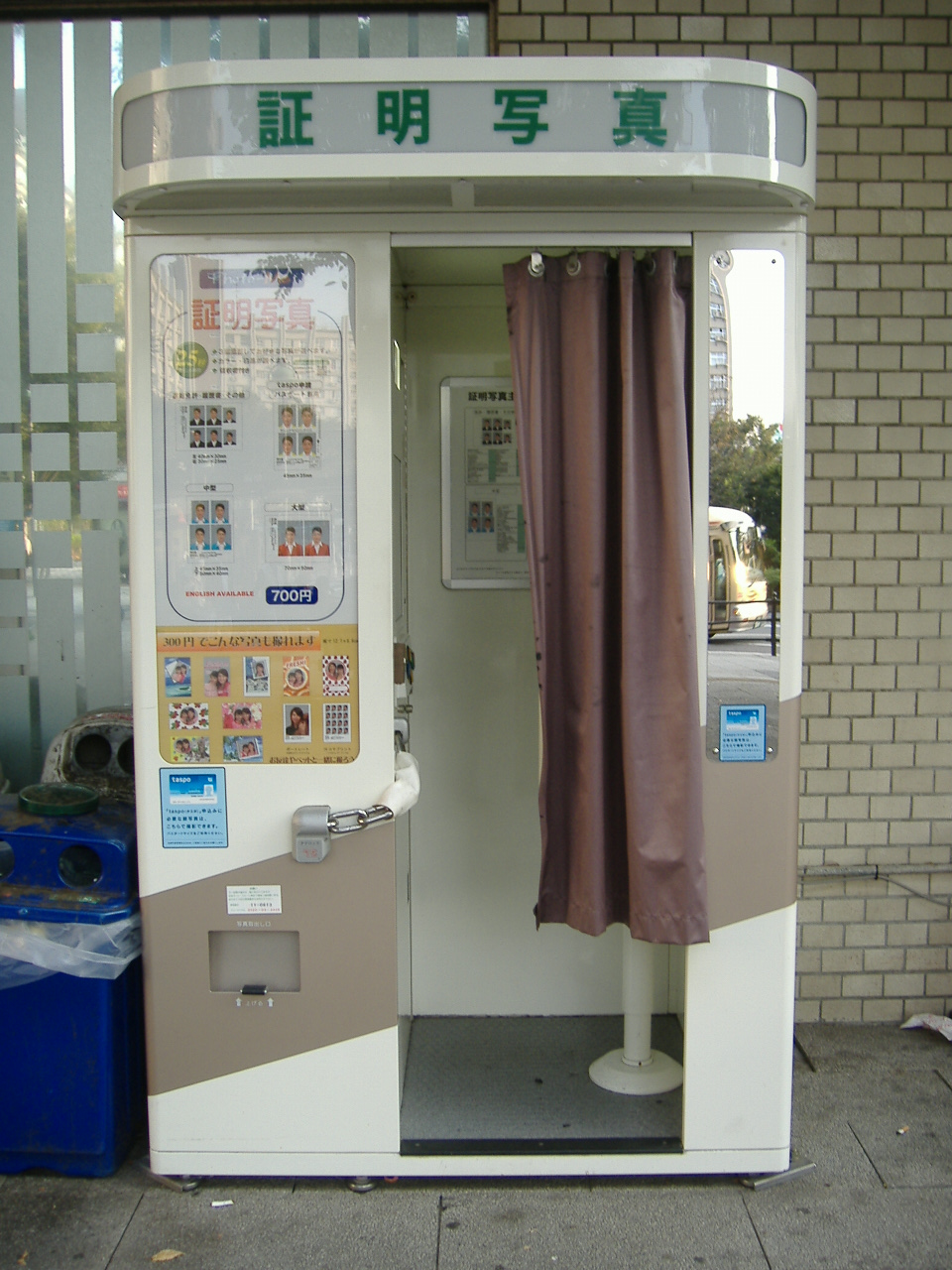
自動証明写真撮影機

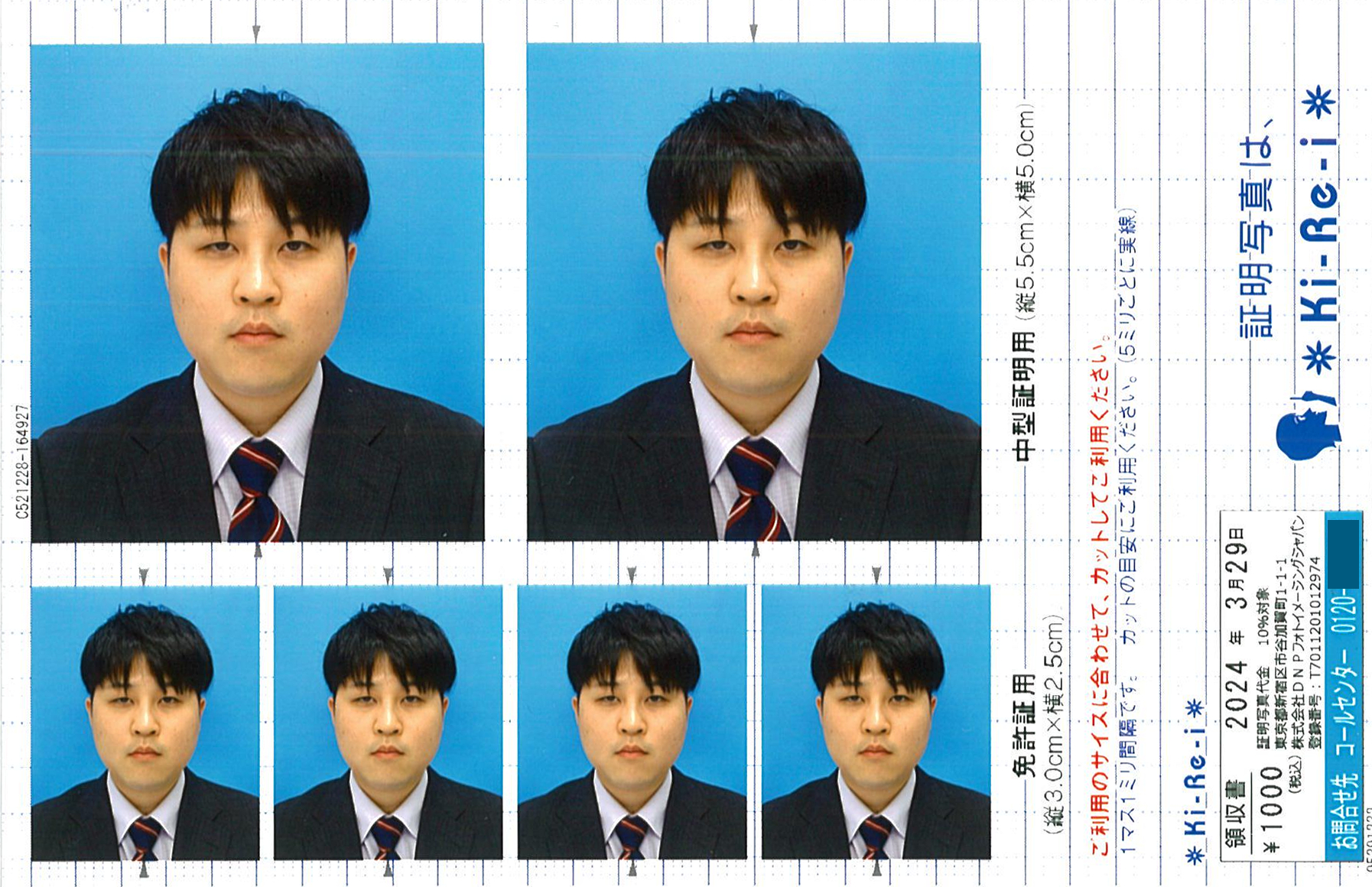
自動証明写真撮影機で撮影した証明写真

証明写真（しょうめいしゃしん）は、その人物を判断し、他人のなりすましを見分けることなどを目的に身分証明書や書類などに貼付される人物写真。

## 概要
パスポートや運転免許証などの公文書、履歴書などの私文書、入学試験や資格試験などの願書（写真が貼られた部分が受験票となる）などに用いられる。
基本的に無地の背景で、肩から上の顔写真とし、帽子やマスク、サングラスなどは着用せずに撮影する。
写真店のほか、無人の自動証明写真撮影機（証明写真機）によって撮影できる。証明写真機は、自動販売機型で現金を投入して撮影した後、デジタルカメラと昇華型プリンターが使用されており、最短数十秒で写真が出てくることから「スピード写真」とも呼ばれる。
デジタル写真が普及する以前の機種では、ポラロイドカメラから現像する方式で、撮影から数分ほどを要していた。
映画監督にして発明家でもある円谷英二が発明したと言われている。

## 証明写真のサイズ
必要となる証明写真のサイズは用途により異なる。下記に、日本国内における主なものを、縦×横のcm単位で示す。なお、写真サイズは変更されたり、国家によりインチ表記だったりと異なる場合がある。
3.0×2.0
海洋技術従事者免許
最高裁判所図書館の利用証
3.0×2.4
インテリアコーディネーター
自動車運転免許証
衛生管理者
ガス溶接作業者
管理業務主任者登録、主任者証交付申請（登録はスピード写真不可）
危険物取扱者
自衛消防技術試験
車両系建設機械運転者
狩猟免許（以前は3.6×2.4だった）
消費生活アドバイザー
宅地建物取引士証交付申請
DIYアドバイザー
電気通信主任技術者国家試験及び資格者証
電気通信設備工事担任者国家試験及び資格者証
ボイラー技士
防火管理者
無線従事者国家試験及び免許証
3.0×2.5
雇用保険受給申請用
デュアルシステム申請書
販売士
ライフセーバー
3.0×3.0
公害防止管理者
査証（ポルトガル・イラン・サイパン）
実用英語技能検定
TOEFL
日本語能力試験
3.0×4.0
査証（ロシア、イラン、ニュージーランド・シリア・ウクライナ・コロンビア・中華人民共和国・ポルトガル）
3.2×3.6
査証（ドイツ連邦）
3.4×2.4
鉄砲所持申請・許可証
3.5×2.5
鉛管技術者免許
3.5×3.0
介護福祉士
硬筆書写技能検定
社会福祉士
通関士試験
3.6×2.4
世界で最初にシネサイズの18×24mm判の2コマ分を1コマとして使ったライカにちなみ「ライカ判」とも呼ばれる。
フォークリフト運転者
銃砲所持許可証
猟銃・空気銃所持許可証
4.0×3.0
エントリーシート
管理業務主任者
CADオペレーター
行政書士試験
雇用のセーフティネットの申請書
計量士
国家公務員試験
証券アナリスト試験
情報処理技術者試験
職業訓練指導員試験
ジョブ・カード
身体障害者手帳
精神障害者保健福祉手帳
大学入学共通テスト
ソムリエ
宅地建物取引業申請
TOEIC
モータースポーツライセンス
履歴書 小型タイプ
家電製品エンジニア
家電製品アドバイザー
4.0×3.5
エコルカード
査証（フランス）
電気主任技術者
日本語文書処理能力検定
4.0×4.0
査証（中華人民共和国・ハンガリー・メキシコ・カナダ）
地方公務員
4.0×5.0
査証（カナダ・サウジアラビア・ベルギー）
4.0×6.0
査証（ベトナム）
4.5×3.5
日本国旅券申請（サイズのみならず、頭上の余白や顔の写り込み面積など厳格な規定がある）
英文タイプ検定
外国人登録申請
小型船舶操縦免許証
技術士・技術士補試験
査証（エジプト・カンボジア・ケニア・コロンビア・ネパール・ポーランド・台湾・アラブ首長国連邦・イスラエル・イギリス・オーストリア・オランダ・ギリシャ・ジャマイカ・シンガポール・スイス・スペイン・スリランカ・チェコ・デンマーク・ドイツ・ニュージーランド・フィンランド・ミャンマー・モンゴル・ブラジル）
ステンレス鋼溶接技術検定

社会保険労務士試験
商業英語検定
税理士試験
宅地建物取引士受験願書
taspo申請
中小企業診断士試験
通信士免許
電気工事士試験
電気主任技術者試験
消防設備士試験（以前は3.6×2.4だった）
日商簿記検定試験（1級）
日本商工会議所主催珠算能力検定検定（1級、1段のみ）
パソコン検定試験1級
ビジネス実務法務検定試験
秘書能力検定1級
ファイナンシャルプランナー
日本弁護士連合会の弁護士登録証（カードには縮小印刷される）
弁理士
日商簿記検定1級
マンション管理士
旅行業務取扱主任者
ワープロ技能検定1級
危険物取扱者試験
4.5×4.0
技術英語能力検定（旧工業英語能力検定）
4.5×4.5
査証（オランダ・大韓民国・ネパール・ベトナム）
5.0×3.5
査証（オーストラリア・マレーシア）
5.0×4.0
国際自動車運転免許申請
司法試験
司法書士
調理師試験（東京都の場合。都道府県により異なる）
美容師試験
理容師試験
5.0×4.5
気象予報士免許
5.0×5.0
アメリカ合衆国永住権抽選応募（ウェブサイトのみでの電子申請しか認めていない。これを更に24ビットカラーまたは8ビットグレースケールでJPEG変換し、ファイルサイズ240キロバイトまでに収めたもの）
計量士試験
査証（アメリカ合衆国・イタリア・インド・タイ・オーストリア・オーストラリア・シンガポール・スイス・スウェーデン・スペイン・スリランカ・大韓民国・チリ・デンマーク・ドイツ・トルコ・パキスタン・フィリピン・ブルガリア・ミャンマー・インドネシア・パプアニューギニア・南アフリカ）
税理士試験
中小企業診断士試験
通訳案内業
土地家屋調査士試験
弁理士試験
5.5×4.0
インテリアプランナー試験
管工事施工管理技士
建築士試験
土木施工管理技士
不動産鑑定士
ユースホステル会員証
6.0×4.0
医師国家試験
看護師試験
管理栄養士試験
建築物環境衛生管理技術者試験
歯科医師
歯科衛生士試験
理学療法士試験
薬剤師試験
タクシー運転者証・事業者乗務証
履歴書 大型タイプ
6.0×4.5
建築物環境衛生管理技術者
技術士・技術士補試験
自動車整備士免許
測量士・測量士補試験
地方公務員試験（市役所）

## 証明写真の撮影方法

### 写真館、写真店で撮影する場合
店舗によって対応は様々である。
撮影機材
デジタルカメラか、フィルムカメラで撮影するかの差がある。カメラも、記念写真撮影用の超高画素対応のものから、市販の一眼レフカメラを使うなど様々である。フィルムもブローニーフィルム、シートフィルム、35mmフィルムなど様々で、白黒フィルムかカラーフィルムかの違いもある。
現像・プリント機材
「ミニラボ」と呼ばれる店頭にある小型汎用写真現像焼付機で出力する、写真用プリンタ（昇華式など）を使用するなど様々である。特殊なフィルムを使う場合、現像に専門の施設や技術が必要になるため、仕上がりに時間がかかる。
撮影手順
料金を確認し、必要なサイズと枚数を申し出て、撮影してもらう。履歴書など、後々焼き増しが必要になる可能性がある場合は、その旨を申し出るとフィルムを一定期間保管してくれる、CD-Rなどの記録媒体を貰える場合もあるが、別途費用が発生することもある。

### 証明写真自動撮影機を使用する場合
撮影機材
撮影の機種は、撮影結果をすぐに表示でき、取り直しが出来るデジタルカメラである。デジタルカメラの技術向上により、強い光（フラッシュ）を光らせずに撮影できる機種もある。これは、フラッシュの強い光で、被写体が目を閉じてしまうという、写真撮影における典型的な失敗を防ぐのにも効果がある。
現像・プリント機材
最近の機種は、写真用プリンタを使用しているものがほとんどである。
撮影手順
撮影室に入り、カーテンを必ず閉める（カーテンを閉めないと、露光不足や過露光となり、失敗する）。指定された料金分の紙幣・硬貨を投入すると、多くの機種では自動音声によるガイダンスがスタートするので、ガイダンスの指示に従って撮影サイズなどを指定する。
カメラの高さは固定されているので、自分が座るいすの高さを自分自身で調整する必要がある。その後、撮影準備が出来たところで撮影ボタンを押すと、撮影が開始される。撮影した映像をモニターで映し出し、好みのものを選べたり、肌の色を微修正する機種が主流である。撮影完了後、撮影機器の外側にある写真取り出し口より写真が出てくる。